# Уонума (Ніїґата)

37°13′38″ пн. ш. 138°57′53″ сх. д. / 37.22722° пн. ш. 138.96472° сх. д.
Уону́ма (яп. 魚沼市, うおぬまし, МФА: [u.onuma ɕi̥]) — місто в Японії, в префектурі Ніїґата.

## Короткі відомості
Розташоване в південній частині префектури. Виникло на основі постоялого містечка раннього нового часу на шляху Мікуні. Засноване 1 листопада 2004 року шляхом об'єднання містечок Хоріноуті та Коїде з селами Ютані, Хірокамі, Сумон й Іріхіросе. Основою економіки є сільське господарство, рисівництво, харчова промисловість, виробництво електротоварів, комерція. Станом на 1 квітня 2009 площа міста становила 946,93 км². Станом на 1 червня 2011 населення міста становило 39 911 осіб.